# 忘れない/風の住む星
「忘れない/風の住む星」(わすれない/かぜのすむほし)は、日本の女性シンガーソングライターである西脇唯の2枚目のシングル。

## 解説
- 初の両A面シングル。

## 収録曲
- 全作詞・作曲：西脇唯

1. 忘れない (5:18)
  - 編曲：新川博
  - テレビ朝日系「世界とんでも!?ヒストリー」エンディングテーマ
2. 風の住む星 (4:48)
  - 編曲：加藤みちあき
  - カルビー「ポテトチップス」CMソング
3. 忘れない(KARAOKE) (5:20)
4. 風の住む星(KARAOKE) (4:46)

## テレビ披露
| 放送日         | 番組名                   | 披露曲     | 出典  |
| -------------- | ------------------------ | ---------- | ----- |
| 1993年11月19日 | ミュージックステーション | 忘れない   | [ 1 ] |
| 1994年1月14日  | ミュージックステーション | 風の住む星 | [ 2 ] |